# Circuit emulation service
Circuit emulation service, ofta förkortat CES (på svenska ungefär överföring med emulerad krets), betecknar en tjänst hos ett ram- eller paket-förmedlat kommunikationsnätverk, där en digital signal med fast bithastighet, som E1 eller STM1, överförs transparent och med nära konstant överföringstid. Det paketförmedlade nätverket emulerar därmed en kretskopplad tjänst. 
Viktiga skillnader mot IP-telefoni är 
1. CES behöver ingen växel utan förbindelsen konfigureras permanent,
2. CES, som är tänkt för skilda användningar, saknar datakompression och ekokompensering,[1]
3. CES används för digitala signaler från 64kbit/s till 155Mbit/s.

## Användning
Circuit Emulation används för överföring av tidsmultiplex (TDM) eller andra signaler med fast bithastighet, när SDH inte står till förfogande. 
Tjänsten kräver ett datanätverk med mycket låga förluster, prioritering och nästan konstant överföringstid. Det oundvikliga jittret kompenseras på mottagarsidan med en buffert, som, tillsammans med andra fördröjningar, gör att signalöverföring med CES tar längre tid än med SDH.
Circuit emulation kan även användas till att överföra en klockfrekvens över ett nätverk.

## Standardisering
- Circuit Emulation introducerades under 1990-talet i ATM-nät. En specifikation är ATM Forums af-vtoa-0078.000.[1]
- Metro Ethernet Forum definierade år 2004 med MEF 8 en rent ethernetbaserad circuit emulation-tjänst.[2]
- Åren 2006 och 2007 standardiserade IETF de IP-baserade circuit emulation-protokollen SAToP (RFC 4553) och CESoPSN (RFC 5086).